# Craugastor metriosistus
Craugastor metriosistus é uma espécie de anfíbio anuro da família Craugastoridae. Está presente na Colômbia. A UICN classificou-a como pouco preocupante.